# Јирген Шулт
Јирген Шулт (рођен 11. маја 1960.) је бивши немачки атлетичар и бивши светски рекордер у бацању диска. Шултов хитац од 74 метара и 8 сантиметара у Нојбранденбургу 6. јуна 1986. године био је најстарији светски рекорд у мушкој атлетици, док Литванац Миколас Алекна није бацио диск на даљину од 74.35 метара. Шулт је представљао Источну Немачку на Олимпијском такмичењу у диску 1988, где је освојио златну медаљу. Од 1991. представљао је уједињену Немачку.

## Биографија
Рођен је у Нојхаусу, у Доњој Саксонији. Шулт није могао да се такмичи на Летњим олимпијским играма 1984. у Лос Анђелесу због бојкота игара од стране његове земље, Демократске Републике Немачке.
Када је хицем од 74,08 метара поставио нови светски рекорд у бацању диска 1986. године,  надмашио је претходни рекорд совјетског атлетичара Јурија Думчева од 71,86 метара.
1988. године, на првом атлетском такмичењу између Источне и Западне Немачке, Шулт је одбио да се рукује са својим бившим тимским колегом, Волфгангом Шмитом, зато што је Шмит непосредно пред ово такмичење пребегао из Источне у Западну Немачку.
Шулт је и сам поста члан уједињеног немачког тима, са којим је учествовао на Олимпијским играма 1992. године. На овој олимпијади је освојио сребрну медаљу, баш као и на Светском првенству 1999. године. У 40. години живота такмичио се на својој последњој Олимпијади 2000. године, где је завршио на осмом месту.
Шулт је дипломирао спорт, а 2002. године постао је тренер мушке екипе Немачког атлетског савеза.

## Међународна такмичења
| Година                                       | Такмичење                                    | Место                                        | Позиција                                     | Дисциплина                                   | Резултат                                     | Белешка                                      |
| Представљајући Демократску Републику Немачку | Представљајући Демократску Републику Немачку | Представљајући Демократску Републику Немачку | Представљајући Демократску Републику Немачку | Представљајући Демократску Републику Немачку | Представљајући Демократску Републику Немачку | Представљајући Демократску Републику Немачку |
| -------------------------------------------- | -------------------------------------------- | -------------------------------------------- | -------------------------------------------- | -------------------------------------------- | -------------------------------------------- | -------------------------------------------- |
| 1979.                                        | Европско јуниорско првенство                 | Бидгошч, Пољска                              | 1.                                           | Бацање диска                                 | 56,18 m                                      |                                              |
| 1983.                                        | Светско првенство                            | Хелсинки, Финска                             | 5.                                           | Бацање диска                                 | 64,92 м                                      |                                              |
| 1986.                                        | Европско првенство                           | Штутгарт, Западна Немачка                    | 7.                                           | Бацање диска                                 | 64,38 м                                      |                                              |
| 1987.                                        | Светско првенство                            | Рим, Италија                                 | 1.                                           | Бацање диска                                 | 68,74 м                                      | РСП                                          |
| 1988.                                        | Олимпијске игре                              | Сеул, Јужна Кореја                           | 1.                                           | Бацање диска                                 | 68,82 м                                      | ОР                                           |
| 1990.                                        | Европско првенство                           | Сплит, Југославија                           | 1.                                           | Бацање диска                                 | 64,58 м                                      |                                              |
| Представљајући Немачку                       |                                              |                                              |                                              |                                              |                                              |                                              |
| 1991.                                        | Светско првенство                            | Токио, Јапан                                 | 6.                                           | Бацање диска                                 | 63,12 м                                      |                                              |
| 1992.                                        | Олимпијске игре                              | Барселона, Шпанија                           | 2.                                           | Бацање диска                                 | 64,94 м                                      |                                              |
| 1993.                                        | Светско првенство                            | Штутгарт, Немачка                            | 3.                                           | Бацање диска                                 | 66,12 м                                      |                                              |
| 1994.                                        | Европско првенство                           | Хелсинки, Финска                             | 3.                                           | Бацање диска                                 | 64,18 м                                      |                                              |
| 1995.                                        | Светско првенство                            | Гетеборг, Шведска                            | 5.                                           | Бацање диска                                 | 64,44 м                                      |                                              |
| 1996.                                        | Олимпијске игре                              | Атланта, САД                                 | 6.                                           | Бацање диска                                 | 64,62 м                                      |                                              |
| 1997.                                        | Светско првенство                            | Атина, Грчка                                 | 3.                                           | Бацање диска                                 | 66,14 м                                      |                                              |
| 1998.                                        | Европско првенство                           | Будимпешта, Мађарска                         | 2.                                           | Бацање диска                                 | 66,69 м                                      |                                              |
| 1999.                                        | Светско првенство                            | Севиља, Шпанија                              | 2.                                           | Бацање диска                                 | 68,18 м                                      |                                              |
| 2000.                                        | Олимпијске игре                              | Сиднеј, Аустралија                           | 8.                                           | Бацање диска                                 | 64,41 м                                      |                                              |

1. ↑  Диск тежак 1,75 кг